# Dimetindeen
Dimetindeen is een anti-allergicum. Het is een sterk werkend antihistaminicum dat werkt op het niveau van de H1-receptoren. Het wordt voorgeschreven voor de symptomatische behandeling van allergieën die veroorzaakt worden door histamine, waaronder hooikoorts, jeuk na insectensteken, netelroos, ontstoken neusslijmvlies of loopneus, en ontstoken ogen (conjunctivitis) door allergie.
Dimetindeen is een chirale verbinding met één chiraal centrum. In geneesmiddelen wordt de racemaat, een 1-op-1 mengsel van beide optische isomeren (S)- en (R)-dimetindeen, gebruikt; gewoonlijk als het zout met maleïnezuur. Het CAS-nummer van dit zout is 3614-69-5.
De merknaam is Fenistil (Novartis), in Nederland vergund sedert 1990; verkrijgbaar als druppels voor oraal gebruik, tabletten of retardtabletten (met verlengde afgifte).
Dimetindeen is een antihistaminicum van de eerste generatie. Het heeft een versuffend effect en wordt daarom niet veel meer gebruikt. Nieuwere antihistaminica, zoals desloratadine vertonen die bijwerking niet of althans in mindere mate.